# Billbergia macrocalyx
Espèce
Classification phylogénétique
Billbergia macrocalyx est une espèce de plantes à fleurs de la famille des Bromeliaceae, endémique du Brésil.

## Distribution et habitat

### Distribution
L'espèce serait endémique du Brésil mais sa distribution n'est pas établie avec certitude. L'espèce pourrait se rencontrer dans les États de Bahia et du Minas Gerais.

### Habitat
L'espèce se rencontre dans la forêt atlantique (mata atlântica en portugais).

## Description
L'espèce est épiphyte.